# 靳普
靳普（？—？年），西晉初年蜀地學士，曾預測皇甫晏將遇難及伐吳之事必成，而受滅吳名將王濬重視。

## 生平
靳普為西晉初年人，任學士，根據《華陽國志》所言，不慕榮華富貴，死時仍是平民身分。西晉泰始十年(西元274年)，皇甫晏欲討伐叛亂的汶山胡人，靳普認為皇甫晏將遭遇生命危險，後皇甫晏果然被張弘設計殺害。太康元年(西元280年)，王濬將滅吳，開戰前王濬詢問靳普：「此行如何？」，靳普回答：「據草民的觀察，客星伏南鬥中，而太白、歲星在西方，占卜結果為孫吳必亡。」(客星伏南鬥中，而太白、歲星在西方，占曰：『東方之國破』。必如志矣。)，後王濬果真在該年三月時成功平吳。

## 資料來源
1. ↑  《華陽國志》：普學術，不貪榮貴，卒於布衣。
2. ↑  《華陽國志》：學士靳普言：「客星入東井，東井、益州之分野，憂刺客耳。又有猛風，是逆風。其日《觀》卦用事，若軍西行，護觀阪門，人向天井，益可慮也。」
3. ↑  《華陽國志》：太康元年春三月，吳平。攀、毅以下功封各有差。以淮南胡羆為益州刺史，濬遷輔國將軍。初，濬將征，問靳普：「今行何如？」普對曰：「客星伏南鬥中，而太白、歲星在西方，占曰：『東方之國破』。必如志矣。」